# Beukenrode
Beukenrode  is een landgoed in Doorn in de Nederlandse provincie Utrecht. 
Het jachthuis Beukenrode is een rijksmonument en staat aan de noordkant van de Driebergsestraatweg, schuin tegenover Doornveld. Het witte huis met een uitkijktorentje en krullerige decoraties is bereikbaar via de Beukenrodelaan. Voor het huis ligt een serpentinevijver in een open weidegebied. Achter het huis ligt een parkbos met een landschappelijke aanleg. De lange oprijlaan vormt een van de zichtlanen. 

## Warandehuis
Het huidige landhuis werd rond 1873 gebouwd op een plek waar begin 18e eeuw de hofstede Het Sand stond. Het gebied behoorde bij kasteel Moersbergen. De eigenaar van het kasteel d'Ablaing liet bij de hofstede het Warandehuis (boshuis) bouwen. Dit werd in 1860 is gekocht door de eigenaar van kasteel Sterkenburg, K.J.F.C. Kneppelhout.

## Nieuw Sterkenburg
Kneppelhout liet in 1873 het Warandehuis afbreken liet de villa Nieuw Sterkenburg bouwen. Toen diens zoon Cornelis Jan de tegenover liggende buitenplaats Doornveld aankocht, was de familie eigenaar van een aaneengesloten gebied dat zich uitstrekte van Werkhoven tot Maarn. In 1889 werd het Warandehuis tot de grond toe afgebroken om en vervangen door de villa Nieuw Sterkenburg. Rond 1908 kreeg de vila de naam Beukenrode toen het met 57 hectare grond werd gekocht door G.W.J. Kooij. De aanpassing van de naam gebeurde omdat de villa toen geen deel meer uitmaakte van het kasteelbezit. 

## Internaat
In 1950 werd door de Broeders van Onze Lieve Vrouw van Lourdes op het terrein een jongensinternaat gevestigd. De villa met op het terrein vijf paviljoens en bijgebouwen werd in de tachtiger jaren van de twintigste eeuw overgenomen door de Sint Augustinusstichting. Sindsdien is het gebouw in gebruik als conferentiecentrum.
Het koetshuis met stallen en de oranjerie zijn verdwenen. Links van het hoofdgebouw staat een speelhuisje. Het landhuis is gebouwd in neorenaissancestijl. In 2015 vond een grote restauratie plaats.

## Bewoners
- - 1860 de heer d'Ablaing
- 1860 - ± 1889 mr. Karel Jan Frederik Cornelis Kneppelhout
- ± 1889 mevr. wed. Susanne Elisabeth Kneppelhout-Drabbe
- -  1908 Cornelis Jan Kneppelhout
- 1908 - 1926 de heer G.W.J. Kooij
- 1926 de heer Nengerman
- - ± 1945 mevr. wed. Nengerman
- 1945 Katholiek Observatie- en behandelingscentrum
- ± 1980 Sint Augustinusstichting